# Canaules-et-Argentières
Canaules-et-Argentières est une commune française située dans le centre du département du Gard en région Occitanie.
Exposée à un climat méditerranéen, elle est drainée par le ruisseau de Bay, le ruisseau de Riviély et par divers autres petits cours d'eau.
Canaules-et-Argentières est une commune rurale qui compte 477 habitants en 2022.  Ses habitants sont appelés les Canaulois ou Canauloises.

## Géographie

### Localisation
Le village est situé à l'ouest du département, à 15 km au sud d'Alès.
| Massillargues-Attuech     | Lézan                   | Saint-Jean-de-Serres                               |
| Saint-Nazaire-des-Gardies | Canaules-et-Argentières |                                                    |
| Logrian-Florian           | Puechredon              | Saint-Théodorit (par un quadripoint), Savignargues |

### Climat
Pour des articles plus généraux, voir Climat de l'Occitanie et Climat du Gard.
En 2010, le climat de la commune est de type climat méditerranéen franc, selon une étude s'appuyant sur une série de données couvrant la période 1971-2000. En 2020, Météo-France publie une typologie des climats de la France métropolitaine dans laquelle la commune est exposée à un climat méditerranéen et est dans la région climatique Provence, Languedoc-Roussillon, caractérisée par une pluviométrie faible en été, un très bon ensoleillement (2 600 h/an), un été chaud (21,5 °C), un air très sec en été, sec en toutes saisons, des vents forts (fréquence de 40 à 50 % de vents > 5 m/s) et peu de brouillards.
Pour la période 1971-2000, la température annuelle moyenne est de 14,1 °C, avec  une amplitude thermique annuelle de 17,3 °C. Le cumul annuel moyen de précipitations est de 959 mm, avec 6,8 jours de précipitations en janvier et 3,1 jours en juillet. Pour la période 1991-2020, la température moyenne annuelle observée sur la station météorologique la plus proche, située sur la commune de Cardet à 6 km à vol d'oiseau, est de 14,6 °C et le cumul annuel moyen de précipitations est de 974,6 mm,. Pour l'avenir, les paramètres climatiques de la commune estimés pour 2050 selon différents scénarios d’émission de gaz à effet de serre sont consultables sur un site dédié publié par Météo-France en novembre 2022.

### Milieux naturels et biodiversité
Aucun espace naturel présentant un intérêt patrimonial n'est recensé sur la commune dans l'inventaire national du patrimoine naturel,,.

## Urbanisme

### Typologie
Au 1er janvier 2024, Canaules-et-Argentières est catégorisée commune rurale à habitat dispersé, selon la nouvelle grille communale de densité à sept niveaux définie par l'Insee en 2022.
Elle est située hors unité urbaine et hors attraction des villes,.

### Occupation des sols
L'occupation des sols de la commune, telle qu'elle ressort de la base de données européenne d’occupation biophysique des sols Corine Land Cover (CLC), est marquée par l'importance des territoires agricoles (87,7 % en 2018), une proportion identique à celle de 1990 (87,7 %). La répartition détaillée en 2018 est la suivante : 
cultures permanentes (52,3 %), zones agricoles hétérogènes (35,4 %), milieux à végétation arbustive et/ou herbacée (9,1 %), zones urbanisées (3,2 %). L'évolution de l’occupation des sols de la commune et de ses infrastructures peut être observée sur les différentes représentations cartographiques du territoire : la carte de Cassini (XVIIIe siècle), la carte d'état-major (1820-1866) et les cartes ou photos aériennes de l'IGN pour la période actuelle (1950 à aujourd'hui).

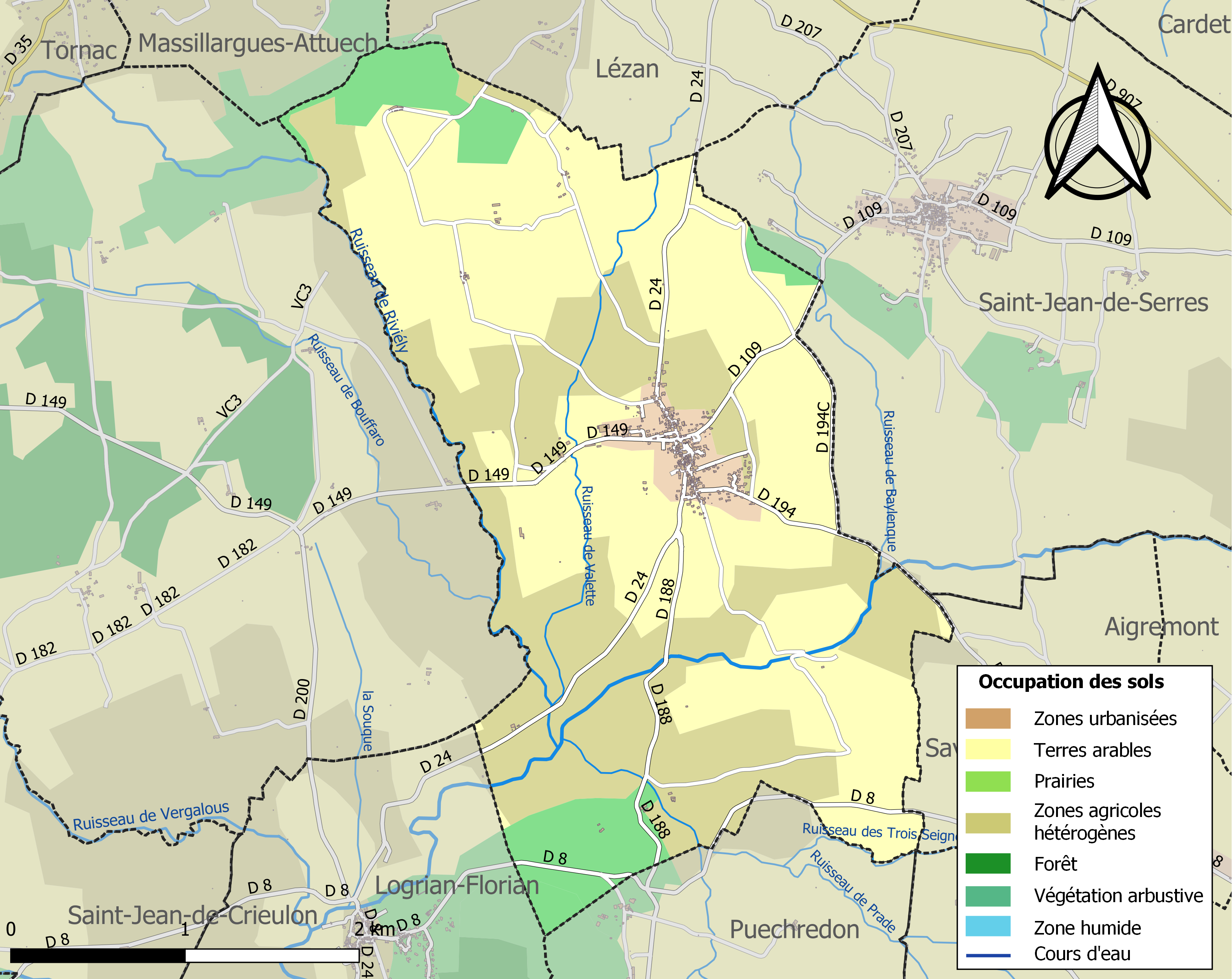
Carte des infrastructures et de l'occupation des sols de la commune en 2018 (CLC).

### Risques majeurs
Le territoire de la commune de Canaules-et-Argentières est vulnérable à différents aléas naturels : météorologiques (tempête, orage, neige, grand froid, canicule ou sécheresse), inondations, feux de forêts et séisme (sismicité faible). Il est également exposé à un risque technologique,  le transport de matières dangereuses. Un site publié par le BRGM permet d'évaluer simplement et rapidement les risques d'un bien localisé soit par son adresse soit par le numéro de sa parcelle.

#### Risques naturels
Certaines parties du territoire communal sont susceptibles d’être affectées par le risque d’inondation par débordement de cours d'eau et par une crue torrentielle ou à montée rapide de cours d'eau, notamment le ruisseau de Bay. La commune a été reconnue en état de catastrophe naturelle au titre des dommages causés par les inondations et coulées de boue survenues en 1982, 1992, 1993, 1994, 1995, 2001, 2002, 2005 et 2010,.

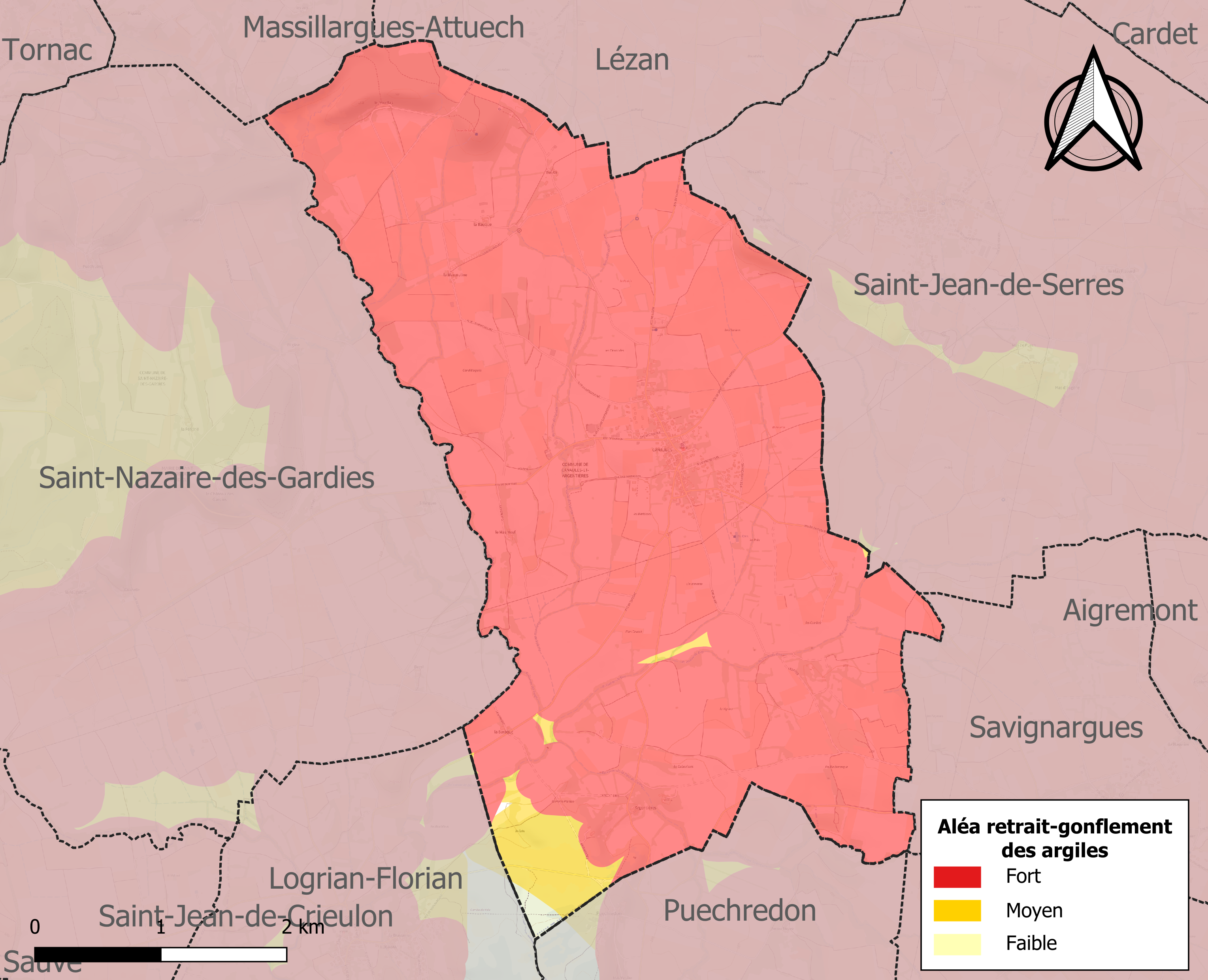
Carte des zones d'aléa retrait-gonflement des sols argileux de Canaules-et-Argentières.

Le retrait-gonflement des sols argileux est susceptible d'engendrer des dommages importants aux bâtiments en cas d’alternance de périodes de sécheresse et de pluie. 99,6 % de la superficie communale est en aléa moyen ou fort (67,5 % au niveau départemental et 48,5 % au niveau national). Sur les 211 bâtiments dénombrés sur la commune en 2019, 211 sont en aléa moyen ou fort, soit 100 %, à comparer aux 90 % au niveau départemental et 54 % au niveau national. Une cartographie de l'exposition du territoire national au retrait gonflement des sols argileux est disponible sur le site du BRGM,.
Par ailleurs, afin de mieux appréhender le risque d’affaissement de terrain, l'inventaire national des cavités souterraines permet de localiser celles situées sur la commune.

#### Risques technologiques
Le risque de transport de matières dangereuses sur la commune est lié à sa traversée par des infrastructures routières ou ferroviaires importantes ou la présence d'une canalisation de transport d'hydrocarbures. Un accident se produisant sur de telles infrastructures est en effet susceptible d’avoir des effets graves au bâti ou aux personnes jusqu’à 350 m, selon la nature du matériau transporté. Des dispositions d’urbanisme peuvent être préconisées en conséquence.

## Toponymie

### Canaules
Occitan Canaula, du bas latin Canaulæ, Canolæ.

### L' Argentières
Occitan Argentiera, Argentièra, attesté par les formes anciennes : argentiera, argentieira, argenteyra, du bas latin argentiera, du latin argentaria.
- Substantif fémin : Mine d'argent
- Nom de lieu : L'Argentière (Hautes-Alpes, Ardèche)

## Histoire

### Moyen Âge

#### Canaules
P. de Canaolis en 1178, Canavellae en 1310, Canoloe en 1384, locus de Canaulis, parrochiae Sancti-Nazarii de Gardüs en 1437, locus de Canaulis, nemausensis diocesis en 1463, Canaules en 1547.
Canaules faisait partie de la viguerie de Sommière et du diocèze de Nîmes, archiprêtré de Quissac[Quand ?]. Le dénombrement de 1384 ne lui attribue que 2 feux. Le prieuré de Canaules, annexé de bonne heure à celui de Tornac et valait à lui seul 3.500 livres. Le roi en était le collateur. L'abbé de Sauve était le seigneur de Canaules.

#### L' Argentières
Argenteriae en 1384, L'Argentière en 1538.
On y comptait en 1384, 6 feux et le même nombre en 1734.

### Époque contemporaine
Un décret du 15 juin 1812 réunit Canaules à l'Argentières pour en faire la commune de Canaules-et-Argentières.

## Politique et administration

### Liste des maires
| Période                                  | Période  | Identité                             | Étiquette | Qualité                                                                                      |
| ---------------------------------------- | -------- | ------------------------------------ | --------- | -------------------------------------------------------------------------------------------- |
| 1908                                     | ?        | Casimir Plantier-Noguier             | SFIO      | Négociant et vigneron Conseiller d'arrondissement puis conseiller général du canton de Sauve |
| ca 1920                                  | 1965     | Charles Plantier (fils du précédent) | PCF       | Directeur des Régies municipales d'Alès Conseiller général du canton d'Alès-Est (1936-1940)  |
| 1965                                     | 2001     | Achille Ratier                       | PCF       |                                                                                              |
| 2001                                     | 2014     | Annette Guibal                       | SE        |                                                                                              |
| 2014                                     | En cours | Robert Cahu                          | DVG       | Retraité                                                                                     |
| Les données manquantes sont à compléter. |          |                                      |           |                                                                                              |

## Population et société

### Démographie
L'évolution du nombre d'habitants est connue à travers les recensements de la population effectués dans la commune depuis 1793. Pour les communes de moins de 10 000 habitants, une enquête de recensement portant sur toute la population est réalisée tous les cinq ans, les populations de référence des années intermédiaires étant quant à elles estimées par interpolation ou extrapolation. Pour la commune, le premier recensement exhaustif entrant dans le cadre du nouveau dispositif a été réalisé en 2006.

En 2022, la commune comptait 477 habitants, en évolution de +12,24 % par rapport à 2016 (Gard : +2,97 %, France hors Mayotte : +2,11 %).
| 1793 | 1800 | 1806 | 1821 | 1831 | 1836 | 1841 | 1846 | 1851 |
| ---- | ---- | ---- | ---- | ---- | ---- | ---- | ---- | ---- |
| 320  | 351  | 405  | 343  | 378  | 361  | 375  | 377  | 400  |

| 1856 | 1861 | 1866 | 1872 | 1876 | 1881 | 1886 | 1891 | 1896 |
| ---- | ---- | ---- | ---- | ---- | ---- | ---- | ---- | ---- |
| 406  | 450  | 415  | 429  | 437  | 388  | 399  | 407  | 416  |

| 1901 | 1906 | 1911 | 1921 | 1926 | 1931 | 1936 | 1946 | 1954 |
| ---- | ---- | ---- | ---- | ---- | ---- | ---- | ---- | ---- |
| 440  | 441  | 473  | 469  | 432  | 433  | 423  | 379  | 413  |

| 1962 | 1968 | 1975 | 1982 | 1990 | 1999 | 2006 | 2011 | 2016 |
| ---- | ---- | ---- | ---- | ---- | ---- | ---- | ---- | ---- |
| 402  | 395  | 352  | 345  | 353  | 342  | 402  | 375  | 425  |

| 2021 | 2022 | - | - | - | - | - | - | - |
| ---- | ---- | - | - | - | - | - | - | - |
| 472  | 477  | - | - | - | - | - | - | - |

Selon Cassini.ehess.fr, la population d'Argentières avant la fusion en 1812 est, par année: 22 en 1793, 15 en 1800, 19 en 1806.

## Économie

### Revenus
En 2018  (données Insee publiées en septembre 2021), la commune compte 176 ménages fiscaux, regroupant 445 personnes. La médiane du revenu disponible par unité de consommation est de 17 980 € (20 020 € dans le département).

### Emploi
|                | 2008   | 2013   | 2018 |
| -------------- | ------ | ------ | ---- |
| Commune        | 13,9 % | 11,2 % | 15 % |
| Département    | 10,6 % | 12 %   | 12 % |
| France entière | 8,3 %  | 10 %   | 10 % |

En 2018, la population âgée de 15 à 64 ans s'élève à 275 personnes, parmi lesquelles on compte 72,1 % d'actifs (57,1 % ayant un emploi et 15 % de chômeurs) et 27,9 % d'inactifs,. Depuis 2008, le taux de chômage communal (au sens du recensement) des 15-64 ans est supérieur à celui de la France et du département.
La commune est hors attraction des villes,. Elle compte 83 emplois en 2018, contre 57 en 2013 et 67 en 2008. Le nombre d'actifs ayant un emploi résidant dans la commune est de 161, soit un indicateur de concentration d'emploi de 51,7 % et un taux d'activité parmi les 15 ans ou plus de 53 %.
Sur ces 161 actifs de 15 ans ou plus ayant un emploi, 53 travaillent dans la commune, soit 33 % des habitants. Pour se rendre au travail, 85,5 % des habitants utilisent un véhicule personnel ou de fonction à quatre roues, 1,3 % les transports en commun, 7,9 % s'y rendent en deux-roues, à vélo ou à pied et 5,3 % n'ont pas besoin de transport (travail au domicile).

### Activités hors agriculture
40 établissements sont implantés  à Canaules-et-Argentières au 31 décembre 2019. Le tableau ci-dessous en détaille le nombre par secteur d'activité et compare les ratios avec ceux du département,.
| Secteur d'activité                                                                                        | Commune | Commune | Département |
| Secteur d'activité                                                                                        | Nombre  | %       | %           |
| --- | ------- | ------- | ----------- |
| Ensemble                                                                                                  | 40      |         |             |
| Industrie manufacturière, industries extractives et autres                                                | 6       | 15 %    | (7,9 %)     |
| Construction                                                                                              | 13      | 32,5 %  | (15,5 %)    |
| Commerce de gros et de détail, transports, hébergement et restauration                                    | 7       | 17,5 %  | (30 %)      |
| Activités immobilières                                                                                    | 2       | 5 %     | (4,1 %)     |
| Activités spécialisées, scientifiques et techniques et activités de services administratifs et de soutien | 5       | 12,5 %  | (14,9 %)    |
| Administration publique, enseignement, santé humaine et action sociale                                    | 4       | 10 %    | (13,5 %)    |
| Autres activités de services                                                                              | 3       | 7,5 %   | (8,8 %)     |

Le secteur de la construction est prépondérant sur la commune puisqu'il représente 32,5 % du nombre total d'établissements de la commune (13 sur les 40 entreprises implantées  à Canaules-et-Argentières), contre 15,5 % au niveau départemental.

### Agriculture
La commune est dans les Garrigues, une petite région agricole occupant le centre du département du Gard. En 2020, l'orientation technico-économique de l'agriculture  sur la commune est la viticulture. 
|               | 1988 | 2000 | 2010 | 2020 |
| ------------- | ---- | ---- | ---- | ---- |
| Exploitations | 31   | 17   | 14   | 17   |
| SAU (ha)      | 482  | 423  | 260  | 421  |

Le nombre d'exploitations agricoles en activité et ayant leur siège dans la commune est passé de 31 lors du recensement agricole de 1988  à 17 en 2000 puis à 14 en 2010 et enfin à 17 en 2020, soit une baisse de 45 % en 32 ans. Le même mouvement est observé à l'échelle du département qui a perdu pendant cette période 61 % de ses exploitations,. La surface agricole utilisée sur la commune a également diminué, passant de 482 ha en 1988 à 421 ha en 2020. Parallèlement la surface agricole utilisée moyenne par exploitation a augmenté, passant de 16 à 25 ha.

### Édifices civils

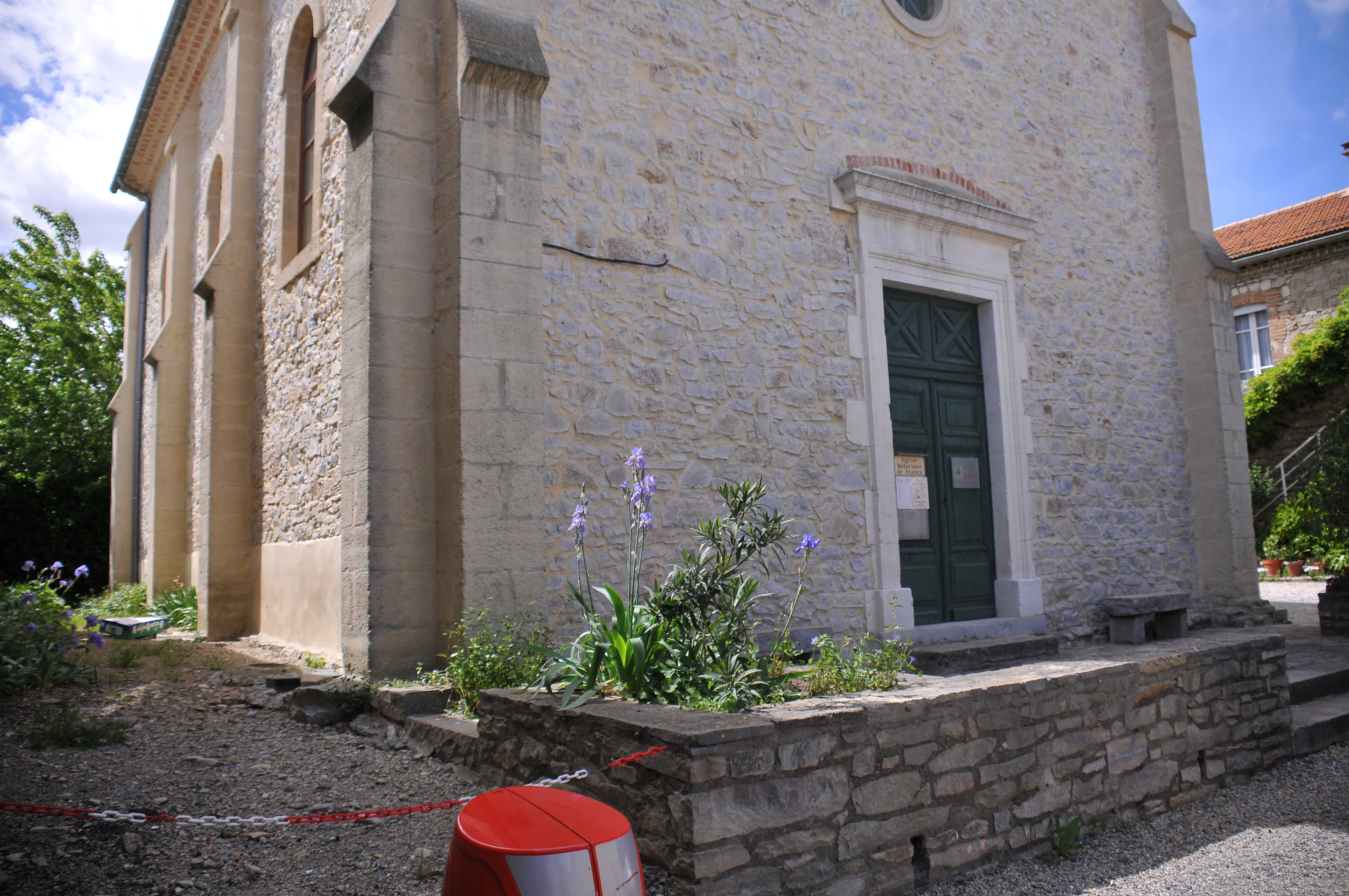
Temple protestant de Canaules-et-Argentières

## Culture locale et patrimoine

### Édifices religieux
- Temple protestant de Canaules-et-Argentières.

### Personnalités liées à la commune
- Casimir Plantier dit Plantier-Noguier, maire, conseiller général et conseiller d'arrondissement.
- Pierre A. Clément, résistant, écrivain et historien.

## Héraldique
| Blason de Canaules-et-Argentières | Blason  | Parti : au 1er d'or plain, au 2e de gueules à l'épi de blé tigé et feuillé d'or ; au pal ondé réduit d'azur brochant sur la partition ; à la grappe de raisin de pourpre, tigée et feuillée au naturel chargeant l'or et brochant en partie sur le pal. |
| Blason de Canaules-et-Argentières | Détails | Le statut officiel du blason reste à déterminer. |